# John P. Campbell
John Pierce Campbell Jr. (* 8. Dezember 1820 bei Hopkinsville, Kentucky; † 29. Oktober 1888 ebenda) war ein US-amerikanischer Politiker. Zwischen 1855 und 1857 vertrat er den Bundesstaat Kentucky im US-Repräsentantenhaus.

## Werdegang
John Campbell erfuhr eine gute Grundschulausbildung. Nach einem anschließenden Jurastudium und seiner 1841 erfolgten Zulassung als Rechtsanwalt begann er in Lexington (Missouri) in diesem Beruf zu praktizieren. Zwischen 1848 und 1852 war er auch Abgeordneter im Repräsentantenhaus von Missouri. Danach kehrte er nach Hopkinsville zurück, wo er in der Landwirtschaft arbeitete. Politisch schloss er sich der kurzlebigen American Party an.
Bei den Kongresswahlen des Jahres 1854 wurde er im zweiten Wahlbezirk von Kentucky in das US-Repräsentantenhaus in Washington, D.C. gewählt, wo er am 4. März 1855 die Nachfolge von Benjamin E. Grey antrat. Da er im Jahr 1856 auf eine erneute Kandidatur verzichtete, konnte er bis zum 3. März 1857 nur eine Legislaturperiode im Kongress absolvieren. Diese war von den Spannungen im Vorfeld des Bürgerkrieges geprägt.
Nach seiner Zeit im US-Repräsentantenhaus stieg Campbell zusätzlich zu seinem Engagement in der Landwirtschaft in das Eisenbahn- und Industriegeschäft ein. Im Jahr 1870 wurde er Präsident der Eisenbahngesellschaft Henderson & Nashville Railroad. Dann gründete er die Mastodon Coal & Iron Co. Während seiner letzten Lebensjahre widmete er sich seinem umfangreichen Landbesitz. John Campbell starb am 29. Oktober 1888 in seinem Heimatort Hopkinsville.